# عمران صاحب
عمران صاحب (بالإنجليزية: Imran Sahib)‏ هو لاعب كرة قدم سنغافوري في مركز الدفاع، ولد في 12 أكتوبر 1982 في سنغافورة. شارك مع منتخب سنغافورة لكرة القدم. أما مع النوادي، فقد لعب مع نادي تامبينس روفرز ونادي ليون سيتي سيلورز لكرة القدم ووودلاندز ويلينغتون ويانج لايونز.

## وصلات خارجية
- عمران صاحب على موقع قاعدة بيانات كرة القدم.إي يو (الإنجليزية)
- عمران صاحب على موقع ناشيونال فوتبول تيمز (الإنجليزية)
- عمران صاحب على موقع Soccerway.com (الإنجليزية)